# Словакия на «Евровидении-2009»
В 2009 Словакия пятый раз принимала участие на Евровидение, после одиннадцатилетнего бойкотирования ею этого песенного конкурса.

## Отборочный тур
Первоначально, согласно информации СТВ, его представитель был выбран зрителями, все песни были презентованы на специальном сайте, где зрители могли выбрать победителя.
Победителем национального отбора стали Камил Микулчик и Нэла Поцискова, победившие на отборочном конкурсе с песней — «Let' tmou».

## Выступление на Евровидении 2009
Словацкий дуэт выступил во втором полуфинале. Песня была исполнена на словацком языке. Словацкие конкурсанты не показали должного результата — в полуфинале композиция финишировала предпоследней, набрав всего 8 очков, и тем самым не пройдя в финал конкурса.